# Jacques Perrin

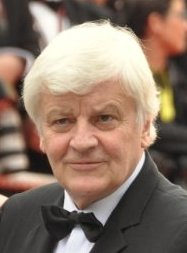
Perrin bei den Filmfestspielen von Cannes (2009)

Jacques Perrin (* 13. Juli 1941 in Paris als Jacques Simonet; † 21. April 2022 ebenda) war ein französischer Schauspieler, Filmregisseur und Filmproduzent. Bekannt wurde er durch Filme wie Z, Die Mädchen von Rochefort, Cinema Paradiso und Die Kinder des Monsieur Mathieu. Als Inhaber der Firma Galatée Films produzierte er preisgekrönte Spielfilme und Naturdokumentationen.

## Leben
Ab 1958 studierte Perrin Schauspiel am Conservatoire national supérieur d’art dramatique. Ende der 1950er und Anfang der 1960er zu einem gefragten Nachwuchsdarsteller avanciert, machte sich Jacques Perrin im Kunstkino einen Namen. Dabei war er in jener Zeit vor allem in italienischen Filmen zu sehen: Das Mädchen mit dem leichten Gepäck (1961) mit Claudia Cardinale und Tagebuch eines Sünders (1962) mit Marcello Mastroianni. Seine erste Zusammenarbeit mit Costa-Gavras war Mord im Fahrpreis inbegriffen aus dem Jahr 1965. Im Jahr 1966 erhielt er den Darstellerpreis der Filmfestspiele von Venedig für seine Hauptrolle in Un uomo a metà unter Regie von Vittorio De Seta. In zwei Filmen Jacques Demys verkörperte er den romantischen Helden, der auf der Suche nach der großen Liebe ist: in dem Musical Die Mädchen von Rochefort (1967) und dem Märchenfilm Eselshaut (1970). In beiden Produktionen war Catherine Deneuve seine Filmpartnerin. Der Matrose und Dichter Maxence im Rochefort-Musical wurde seine Lieblingsrolle, nach der er später seinen Sohn benannte.
Ende der 1960er-Jahre gründete Perrin seine eigene Produktionsfirma, Reggane Films. Hintergrund der Gründung war der Dreh von Costa-Gavras’ Politthriller Z, der auf den wahren Gegebenheiten eines Militärputsches in Griechenland basierte. Da sich keine Produktionsfirma des brisanten Stoffes annehmen wollte, gründete Perrin als einer der Hauptdarsteller des Filmes kurzerhand die Produktionsfirma, die später viele politische linke und gesellschaftskritische Filme drehte. Als Schauspieler und Produzent arbeitete er in Trautes Heim (1973), Benoît Lamys Film über einen Aufstand im Altersheim. Der Film, in dem Perrin als Sozialhelfer und Claude Jade als Pflegerin die einzigen jungen Hauptdarsteller waren, gewann 14 internationale Preise. Beflügelt von diesem Erfolg, betätigte sich Perrin als Filmproduzent. Der 1976 von ihm produzierte Sehnsucht nach Afrika gewann 1977 – wie zuvor bereits Z – den Oscar als bester fremdsprachiger Film sowie zahlreiche weitere Preise. 2002 war er einer der Produzenten des politischen Episodenfilms 11′09″01 – September 11 über die Anschläge vom 11. September. Der von ihm produzierte Abenteuerfilm Mia und der weiße Löwe war 2019 der erfolgreichste französische Film im Ausland.
Einen Imagebruch als Schauspieler bedeutete sein junger Frauenmörder in Der Würger mit dem weißen Schal aus dem Jahr 1971. Perrin blieb jedoch im weiteren Verlauf der 1970er-Jahre vor allem dem politisch und humanistisch engagierten Kino (u. a. Sondertribunal – Jeder kämpft für sich allein, Trautes Heim) treu. Anfang der 80er Jahre spielte er neben anspruchsvollen Filmen wie L’honneur d’un capitaine und Verdammt zum Schafott auch in konventioneller Unterhaltungsware wie Teuflische Umarmung und Der Panther. Der erfolgreichste Film seines späteren Werks ist Cinema Paradiso von Giuseppe Tornatore, in dem er in der Rahmenhandlung den gealterten Helden Salvatore, einen kinobegeisterten Jungen, der später Filmregisseur wird, spielte. Ein internationaler Erfolg war auch Die Kinder des Monsieur Mathieu aus dem Jahr 2004, in dem er als Produzent und Darsteller mitwirkte. Auch hier spielte er in der Rahmenhandlung einen mittlerweile erfolgreichen Künstler, einen Dirigenten, der sich an seine Kindheit in einem Internat zurückerinnert.
Daneben betätigte sich Perrin seit den späten 1980er-Jahren als Produzent, und mitunter auch als Regisseur, an einer Reihe von Tier- und Naturfilmen. Bekannt wurde sein Tierfilm Nomaden der Lüfte – Das Geheimnis der Zugvögel (2001), für den er drei Jahre lang Wildvögel beobachtete.
Jacques Perrin war mit Valentine Perrin verheiratet, mit der er zwei Söhne hatte: Maxence Perrin (* 1995) und Lancelot Perrin. Sein Sohn aus einer früheren Beziehung, Mathieu Simonet, ist ebenfalls Schauspieler und Regisseur. Auch seine Schwester Eva Simonet und deren Sohn Christophe Barratier sind im Filmgewerbe tätig. Perrin war Mitglied der Académie des Beaux-Arts.
Er starb 2022 im Alter von 80 Jahren in Paris. Er ruht auf dem Cimetière du Père-Lachaise (44. Division) in Paris.

## Filmografie
Legende: D – Darsteller, B – Drehbuch, P – Produktion, R – Regie
- 1958: Die sich selbst betrügen (Les Tricheurs) – (D)
- 1959: Grüne Ernte (La verte moisson) – (D)
- 1960: Die Wahrheit (La Verité) – (D)
- 1960: Die kleinen Nymphen von Paris (Les Nymphettes) – (D)
- 1961: Von der Sonne geblendet (Le Soleil dans l’œil) – (D)
- 1961: Das Mädchen mit dem leichten Gepäck (La ragazza con la valigia) – (D)
- 1962: In der Hand eines Stärkeren (Et satan conduit le bal) – (D)
- 1962: Tagebuch eines Sünders (Cronaca familiare) – (D)
- 1963: In Ketten zum Schafott (Il fornaretto di Venezia) – (D)
- 1964: Die 317. Sektion (La 317e section) – (D)
- 1964: Liebe, Sex und Ärgernisse (Oltraggio al pudore) – (D)
- 1964: Schräger Charme und tolle Chancen (La Chance) – (D)
- 1965: Mord im Fahrpreis inbegriffen (Compartiment tueurs) – (D)
- 1966: Ein Mann zuviel (Un homme de trop) – (D)
- 1966: Un uomo a metà – (D)
- 1966: Rote Rosen für Angelica (Rose rosse per Angelica) – (D)
- 1967: Die Mädchen von Rochefort (Les Demoiselles de Rochefort) – (D)
- 1967: Der Horizont (L’Horizon) – (D)
- 1967: Die Zeit der Kirschen ist vorbei (Le Grand Dadais) – (D)
- 1968: Die kleine Brave (La Petite vertu) – (D)
- 1968: Nächtliches Treiben (Vivre la nuit) – (D)
- 1969: Z  – (D, P)
- 1970: Eselshaut (Peau d’âne) – (D)
- 1971: Blanche (Blanche) – (D)
- 1971: Der Würger mit dem weißen Schal (L’Étrangleur) – (D)
- 1972: La Guerre d’Algérie – (P)
- 1973: Der unsichtbare Aufstand (État de siège) – (D, P)
- 1973: Trautes Heim (Home sweet home) – (D, P)
- 1975: Sondertribunal – Jeder kämpft für sich allein (Section speciale) – (D, P)
- 1976: Sehnsucht nach Afrika (Black and White in Colour) – (P)
- 1977: Das gefährliche Spiel von Ehrgeiz und Liebe (La Part du feu) – (D)
- 1976: Die Tatarenwüste (Il deserto dei tatari)
- 1977: Der Haudegen (Le Crabe-tambour) – (D)
- 1978: Verhängnisvolle Freundschaft (L’Adoption) – (D, P)
- 1980: Verdammt zum Schafott (Une robe noire pour un tueur) – (D)
- 1981: Der Ungehorsam (La disubbidienza) – (D)
- 1982: L’honneur d’un capitaine – (D)
- 1984: Duett zu dritt (Paroles et musique) – (D)
- 1984: Der Richter von Marseille (Le Juge) – (D)
- 1984: Teuflische Umarmung (L’Année des Méduses) – (D)
- 1985: Der Panther (Parole de flic)
- 1988: Cinema Paradiso (Nuovo cinema paradiso) – (D)
- 1989: Geheimauftrag Erdbeer Vanille (Vanille fraise) – (D)
- 1989: Le Peuple singe – (P)
- 1990: Eine Straßenbekanntschaft (La Contre-allée) – (D)
- 1990: Haute Tension: Der Spieler (Pour cent millions) – (D)
- 1991: Liebe kennt kein Gewissen (La Femme de l’amant) – (D)
- 1991: Rien que des mensonges – (D)
- 1991: Nacht ohne Ende – Hors la Vie (Hors la vie) – (P)
- 1992: Das Ende der Unschuld (La corsa dell’innocente) – (D)
- 1992: Guelwaar – (P)
- 1992: L’Ombre – (D)
- 1992: Schläfst Du noch? (Oh pardon! Tu dormais…) – (D)
- 1993: Spion in Schwarz (Missus) – (D)
- 1993: Zeit des Zorns (Il lungo silenzio) – (D)
- 1995: Les Enfants de Lumière – (D, P)
- 1996: Le Silence des fusils – (D)
- 1996: Mikrokosmos – Das Volk der Gräser (Mikrokosmos) – (P)
- 1997: Der Mädchenmond (In fondo al cuore) – (D)
- 1999: Ferien und andere Katastrophen (C’est pas ma faute) – (D)
- 1999: Himalaya – Die Kindheit eines Karawanenführers (Himalaya – l’enfance d’un chef) – (P)
- 2000: Spuren von Blut (Scènes de crimes) – (D)
- 2001: Nomaden der Lüfte – Das Geheimnis der Zugvögel (Le Peuple migrateur) – (B, R, P)
- 2001: Pakt der Wölfe (Le Pacte des loups) – (D)
- 2002: 11′09″01 – September 11 (11'09"01) – (P)
- 2003: Frank Riva (Fernsehfilm-Reihe) – (D)
- 2003: Ein König über den Wolken (La-haut, un roi au-dessus des nuages) – (D)
- 2004: Die Kinder des Monsieur Mathieu (Les choristes) – (D, P)
- 2004: Le Carnet rouge – (P)
- 2005: Eine fatale Entscheidung (Le petit lieutenant) – (D)
- 2005: Wie in der Hölle (L’Enfer) – (D)
- 2006: Das Parfum – Die Geschichte eines Mörders – (Erzähler der französischen Version)
- 2007: Das Vermächtnis der heiligen Lanze (La lance de la destinée, Miniserie)
- 2008: Paris, Paris – Monsieur Pigoil auf dem Weg zum Glück (Faubourg 36) – (D)
- 2009: Unsere Ozeane (Océans) – (B, P, R)
- 2016: Unsere Wildnis (Les Saisons) – (B, P, R)
- 2018: Vor uns das Meer (The Mercy) – (P)
- 2018: Mia und der weiße Löwe (Mia et le lion blanc) – (P)
- 2018: Rémi – sein größtes Abenteuer (Rémi sans famille) – (D)
- 2022: Goliath – (D)
- 2023: The Last Men – Die letzte Fremdenlegion (Les Derniers Hommes) – (P)

## Auszeichnungen

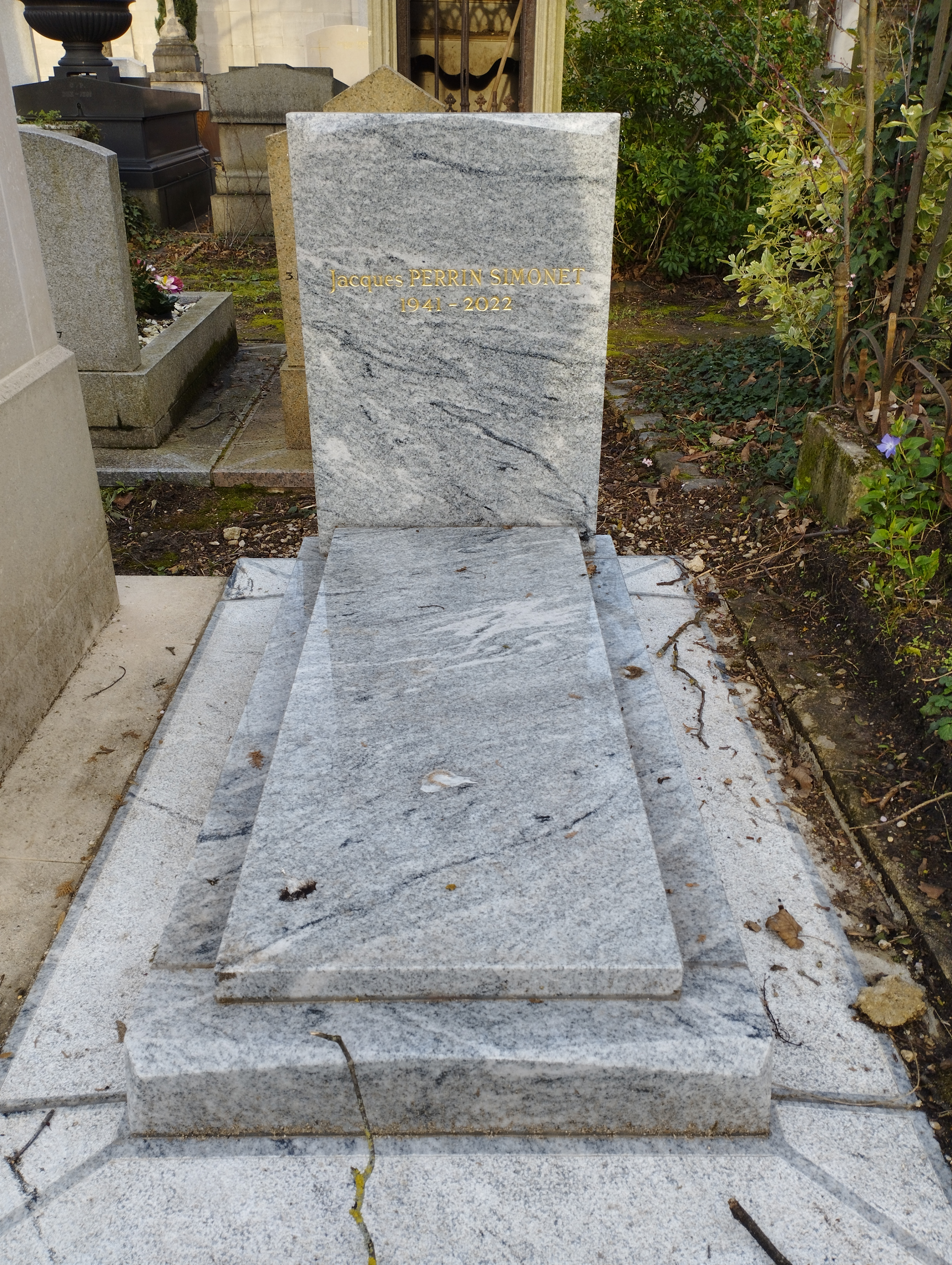
Grab von Perrin auf dem Cimetière du Père-Lachaise in Paris

- 1966: Coppa Volpi der Filmfestspiele von Venedig als Bester Schauspieler
- 1970: Oscar-Nominierung für den Besten Film als Mitproduzent von Z
- 1997: César in der heute abgeschafften Kategorie Meilleur producteur für den Dokumentarfilm Microcosmos
- 2002: César-Nominierung in der Kategorie Bestes Erstlingswerk für Nomaden der Lüfte – Das Geheimnis der Zugvögel
- 2003: Oscar-Nominierung für den Besten Dokumentarfilm für Nomaden der Lüfte – Das Geheimnis der Zugvögel
- 2011: César als Bester Dokumentarfilm für Unsere Ozeane
- 2016: Ernennung zum Commandeur der Ehrenlegion[7]
- 2016: Prix René-Clair der Académie française
- 2016: Aufnahme in die Académie des Beaux-Arts